# Teepetepee oder Die Wunderzeit
Teepetepee oder Die Wunderzeit ist ein erstmals 1957 erschienenes Kinderbuch von Gerhard Hardel. Er veröffentlichte es unter dem Künstlernamen Kolma Maier-Puschi.

## Inhalt
Der Siebtklässler Karl Wunderlich und seine drei Jahre jüngere Freundin Peggi besuchen eines Tages den Tierpark ihrer Heimatstadt Blumenthal bei Frankfurt (Oder). Im Amphibienhaus treffen sie auf den sprechenden brasilianischen Hornfrosch Teepetepee, den einst der Seemann Kolma Puschi nach Europa brachte. Sie kommen seiner Bitte nach, ihn aus dem Tierpark zu befreien, werden dabei aber von einem Pfleger entdeckt. Auf Befehl des Frosches dreht Karl an dessen Horn, woraufhin sich ihre Umgebung verändert. Teepetepee erklärt den Kindern, dass Bewegungen an seinem Horn einen Zeitsprung verursachen, der die Betreffenden, je nach Drehrichtung, in die Zukunft oder Vergangenheit befördert.
Die drei begeben sich zunächst ins Jahr 1856, da Karl und Peggi gern einen König sehen möchten. Dort stoßen sie aufgrund ihrer äußeren Erscheinung aber nur auf Verwirrung. Von einem alten Schäfer erfahren sie außerdem, dass der König Friedrich Wilhelm IV. geistesgestört und gewissenlos ist. Die Kinder und der Frosch wollen sich dennoch nach Berlin aufmachen, im Heimatort des Hirten kommt es aber zu einem handfesten Streit mit einigen Dorfjungen, sodass sie schnell weitere 100 Jahre zurück reisen. Hier treffen Karl, Peggi und Teepetepee auf den Baron von Oeckersteen, der sehr an ihrer untypischen Erscheinung interessiert ist. Am meisten fasziniert ihn jedoch Karls Geschichtslehrbuch, dass der Freiherr vergeblich einzutauschen sucht. Um mehr über die Kinder zu erfahren, nimmt er sie mit zum Intendanten Klückerwitz. Als Karl diesem vermittels eines Streichholzes hilft, seine Pfeife anzuzünden, erblickt der Beamte eine Möglichkeit, diese noch unbekannte Erfindung für das Militär zu nutzen. Sein Versuch, die Kinder deswegen verhaften zu lassen, schlägt aber fehl und sie können weitere 100 Jahre zurück reisen. Hier lernen Karl und Peggi zwei Gleichaltrige kennen. Sie sind aber über deren Aberglauben und ihre gleichmütige Haltung der Hexenverfolgung gegenüber derart erschrocken, dass sie einen Zeitsprung ins 21. Jahrhundert unternehmen.
Aufgrund ihres anachronistischen Auftretens werden die Kinder im Berlin der Zukunft aber festgesetzt und der Frosch in einen Tierpark gebracht. Karl und Peggi berichten von ihrer Reise, ernten aber nur Unglauben. Experten finden heraus, dass etwa ein Jahrhundert vorher ein Kinderbuch mit dem Titel Teepetepee oder Die Wunderzeit erschien, und denken nun, die beiden wollen die Protagonisten des Werkes nur imitieren. Auf ihren Wunsch hin wird ihnen Teepetepee gebracht, um das Gegenteil zu beweisen. Vor den Augen mehrerer Pressevertreter, die von dem Fall erfahren haben, reisen sie ins 24. Jahrhundert. Hier werden die drei sogleich mit einem großen Bankett erwartet. In der offenbar von Kindern regierten Zukunft sind ihre Erlebnisse durch die Filmaufnahmen der Journalisten aus dem Jahr 2056 bekannt. Nach dem Festessen und der Vorführung vieler futuristischer Erfindungen betritt überraschend Kolma Puschi die Szene. Er war einst wieder nach Brasilien gereist und hatte dort Teepetepees Frau Gallalaga ausfindig gemacht. Da sie ebenfalls über ein magisches Horn verfügt, war auch ihm ein Zeitsprung möglich. Trotz aller Annehmlichkeiten möchten die Kinder aber wieder ins Jahr 1956 reisen, da ohne das Zutun der Menschen in der Vergangenheit eine herrliche Zukunft wie die des 24. Jahrhunderts nicht möglich wäre. Auch der Seemann lässt sich überzeugen, mithilfe von Gallalaga zurückzukehren. Zusammen kommen sie wieder im Tierpark der Gegenwart an, wo Kolma dem Tierpfleger gegenüber das fremde Froschweibchen als anonyme Spende erklärt.

## Stil und Aufbau
Das Buch besteht aus elf Kapiteln, die Geschichte wird überwiegend im auktorialen Stil dargebracht. Lediglich beim Bericht des Barons und den Aufzeichnungen der Experten im 21. Jahrhundert ist fast durchgehend die Ich-Erzählsituation angewandt.
Hardel ließ das Buch unter dem Pseudonym Kolma Maier-Puschi publizieren. Dieser spiegelt sich auch im Namen des Matrosen wider, der in der Lebensgeschichte des Frosches eine wichtige Rolle spielt. Das Buch selbst taucht ebenfalls innerhalb der Geschichte auf (siehe Mise en abyme).

## Veröffentlichungen
Das Werk erschien erstmals 1957 im Kinderbuchverlag Berlin, der 1982 und 1989 auch zwei Taschenbuchauflagen herausgab. Diese bildeten die Nr. 89 der Reihe Alex Taschenbücher. Für die Illustrationen zeichnete Erich Schmitt verantwortlich.
Die Fassung des Jahres 1989 enthielt eine Leseprobe von Uwe Kants Alfred und die stärkste Urgroßmutter der Welt. Außerdem trug diese Version lediglich den Titel Teepetepee, auf den Untertitel wurde verzichtet.